# E・HERO ネオス
E・HERO ネオス（エレメンタル・ヒーロー ネオス）とは 
- 高橋和希が原作を務めるアニメ作品遊☆戯☆王デュエルモンスターズGXに登場するキャラクター。
- 上記から派生した遊☆戯☆王オフィシャルカードゲームに登場する架空のモンスターの一種で、またそのカード名を指す。

## データ
- 分類：通常モンスター
- レベル：7
- 属性：光
- 種族：戦士族
- 攻撃力：2500
- 守備力：2000

## 概要
E・HERO（エレメンタルヒーロー）と呼ばれるカード群の1体で、遠き宇宙・ネオスペースからやってきたモンスター。ネオスペーシアンとコンタクト融合する事で別の形態になる。
攻撃名は「ラス・オブ・ネオス」。
アメコミ風のキャラデザインが特徴のE・HEROの中で日本の特撮ヒーローを意識したキャラデザインになっている（デザインは高橋和希）。
レベル7の通常モンスターで攻撃力は2500と武藤遊戯の愛用するブラック・マジシャンとの共通点が多い。不動遊星の「スターダスト・ドラゴン」、九十九遊馬の「No.39 希望皇ホープ」とは攻撃力と守備力が同じで中心的カードであることが共通する。守備力はブラック・マジシャンより100下である。
作中およびOCGでは派生カードやサポートカードが多いカードであり、ネオス中心のデッキ（以下「ネオスビート」）やコンタクト融合のデッキを構築するのは（「E・HERO プリズマー」や「E・HERO エアーマン」を除く、）比較的容易である。
他の遊戯王の主人公のエースモンスターと異なり、初登場が62話とエースモンスターとしてはかなり遅い登場であった。
林伊織が声優を務める。

## 使用者
遊城十代
アニメでは十代が海馬コーポレーション主催のカードデザイン募集イベントに応募したカードで、宇宙の力を与えるべく、カプセルに入れられて宇宙に打ち上げられたカード。アカデミア2年目で十代が木星の衛星・イオで入手し、以降は十代のエースカードとして非常に多くのデュエルで使用されている。

## 関連カード

### コンタクト融合体
「E・HERO ネオス」が「ネオスペーシアン」とコンタクト融合と呼ばれる特殊な融合を行った姿。コンタクト融合とは「融合」の魔法カードを使用しない代わりに素材となるモンスターを自分フィールドからデッキに戻した場合のみ融合デッキ（現在のＯＣＧではエクストラデッキと呼んでいる）から特殊召喚できる（融合デッキからの特殊召喚方法に制約があるだけであり、正規の手順で召喚されれば蘇生などは可能）というもので、召喚されたモンスターはエンドフェイズに融合デッキに戻る。2体のネオスペーシアンと融合する事でトリプルコンタクト融合体となる。
E・HERO アクア・ネオス
- 分類：融合・効果モンスター
- レベル：7
- 属性：水
- 種族：戦士族
- 攻撃力：2500
- 守備力：2000
- 備考：融合素材は「E・HERO ネオス」と「N・アクア・ドルフィン」。

手札を1枚捨てる事で、相手の手札をランダムに1枚破壊する。
攻撃名は「ラピッド・ストーム」、効果名は「エコー・バースト」。
E・HERO マリン・ネオス
- 分類：融合・効果モンスター
- レベル：8
- 属性：水
- 種族：戦士族
- 攻撃力：2800
- 守備力：2300
- 備考：融合素材は「E・HERO ネオス」と「N・マリン・ドルフィン」。

1ターンに1度、相手の手札1枚をランダムに選択し破壊する。
攻撃名は「ハイパー・ラピッド・ストーム」。
E・HERO フレア・ネオス
- 分類：融合・効果モンスター
- レベル：7
- 属性：炎
- 種族：戦士族
- 攻撃力：2500
- 守備力：2000
- 備考：融合素材は「E・HERO ネオス」と「N・フレア・スカラベ」。

フィールド上の魔法・罠カード1枚につき攻撃力が400アップする。この効果による最大攻撃力は7300である。
攻撃名は「バーン・ツー・アッシュ」。
E・HERO ブラック・ネオス
- 分類：融合・効果モンスター
- レベル：7
- 属性：闇
- 種族：戦士族
- 攻撃力：2500
- 守備力：2000
- 備考：融合素材は「E・HERO ネオス」と「N・ブラック・パンサー」

フィールド上モンスターを1体選択し、このカードが存在する限り選択されたモンスターの効果は無効になる。
攻撃名は「ラス・オブ・ブラック・ネオス」。
E・HERO エアー・ネオス
- 分類：融合・効果モンスター
- レベル：7
- 属性：風
- 種族：戦士族
- 攻撃力：2500
- 守備力：2000
- 備考：融合素材は「E・HERO ネオス」と「N・エア・ハミングバード」。

自分のライフが相手のライフより少ない時、その数値分攻撃力がアップする。
攻撃名は「スカイリップ・ウィング」。
E・HERO グラン・ネオス
- 分類：融合・効果モンスター
- レベル：7
- 属性：地
- 種族：戦士族
- 攻撃力：2500
- 守備力：2000
- 備考：融合素材は「E・HERO ネオス」と「N・グラン・モール」。

1ターンに1度だけ、相手モンスター1体を持ち主の手札に戻す
効果名は「ネビュラ・ホール」。
E・HERO グロー・ネオス
- 分類：融合・効果モンスター
- レベル：7
- 属性：光
- 種族：戦士族
- 攻撃力：2500
- 守備力：2000
- 備考：融合素材は「E・HERO ネオス」と「N・グロー・モス」。

相手フィールド上に存在するカード1枚を破壊し、選んだカードがモンスターカードなら『このカードは戦闘を行えない』、魔法カードなら『このカードは相手プレイヤーに直接攻撃できる』、罠カードなら『このカードは守備表示になる』。
攻撃名は「ライトニング・ストライク」、効果名は「シグナル・バスター ブルー・ライトニング」。
E・HERO マグマ・ネオス
- 分類：融合・効果モンスター
- レベル：9
- 属性：炎
- 種族：戦士族
- 攻撃力：3000
- 守備力：2500
- 備考：融合素材は「E・HERO ネオス」と「N・フレア・スカラベ」と「N・グラン・モール」。

フィールド上カード1枚につき攻撃力が400アップする」「このカードの効果で融合デッキに戻った時、フィールド上カードを全て持ち主の手札に戻す。効果により攻撃力は実質3400である。
攻撃名は「スーパー・ヒート・メテオ」。
E・HERO カオス・ネオス
- 分類：融合・効果モンスター
- レベル：9
- 属性：闇
- 種族：戦士族
- 攻撃力：3000
- 守備力：2500
- 備考：融合素材は「E・HERO ネオス」と「N・ブラック・パンサー」と「N・グロー・モス」。

コイントスで3回表が出た時には相手モンスターをすべて破壊する、2回表の時には相手効果モンスターの効果は無効化される、1回表の時には自分のフィールド上モンスターを全て持ち主の手札に戻す」「エンドフェイズに融合デッキに戻した後、全フィールド上の表側表示モンスターをセット状態にする。
攻撃名は「ライト・アンド・ダーク・スパイラル」。
E・HERO ストーム・ネオス
- 分類：融合・効果モンスター
- レベル：9
- 属性：風
- 種族：戦士族
- 攻撃力：3000
- 守備力：2500
- 備考：融合素材は「E・HERO ネオス」と「N・エア・ハミングバード」と「N・アクア・ドルフィン」。

1ターンに1度だけフィールド上の魔法・罠カードを全て破壊する」「このカードの効果で融合デッキに戻った時、フィールド上のカードを全てデッキに戻す」。
効果名は「アルティメット・タイフーン」。

### その他のネオス
E・HERO アナザー・ネオス
- レベル：4
- 属性：光
- 種族：戦士族
- 攻撃力：1900
- 守備力：1300
- 備考：デュアルモンスターであり、墓地またはフィールド上で表側表示で存在する場合、通常モンスターとして扱われる。このカードを通常召喚扱いで再度召喚する事で、効果モンスター扱いになる。

フィールド上に表側表示で存在する限り、カード名を「E・HERO ネオス」として扱う。このカードは原作出身ではなくOCGオリジナルのE・HEROである。
「通常モンスター」「デュアルモンスター」「戦士族」「光属性」「E・HERO」「ネオス」と大量の要素が揃っているため全モンスターの中でもサポートを受けられるカードが非常に多いモンスターとなっている。
レインボー・ネオス
- 分類：融合・効果モンスター
- レベル：10
- 属性：光
- 種族：戦士族
- 攻撃力：4500
- 守備力：3000

「E・HERO ネオス」と「究極宝玉神」と名の付くモンスター1体を融合素材とする融合モンスター。融合召喚以外の方法で特殊召喚する事はできず、前述のモンスターでしか融合できない（融合素材代用モンスターの使用も不可）。
1ターンに1度だけ『自分のフィールドのモンスター1体を墓地に送る事で、相手フィールド上モンスターを全てデッキに戻す』『自分のフィールドの魔法または罠カード1枚を墓地に送る事で、相手フィールド上の魔法・罠カードを全てデッキに戻す』『自分のデッキの一番上のカード1枚を墓地に送る事で、相手の墓地のカードを全てデッキに戻す』の効果の中から1つを発動できる。
融合素材は「究極宝玉神 レインボー・ドラゴン」のみでなく、「究極宝玉神 レインボー・ダーク・ドラゴン」でも良い。
攻撃名は「レインボー・フレア・ストリーム」、オネストの効果発動時は「オネスティ・レインボー・フレア・ストリーム」、上記1つ目の効果名は「ビヨンド・ザ・レインボーホール」。
ネオス・ワイズマン
- 分類：効果モンスター
- レベル：10
- 属性：光
- 種族：魔法使い族
- 攻撃力：3000
- 守備力：3000
- 備考：通常召喚できず、自分のフィールド上に表側表示で存在する「E・HERO ネオス」と「ユベル」を1体ずつ墓地に送った場合のみ、特殊召喚が可能。

「カードの効果では破壊されない」「戦闘を行った場合、ダメージステップ終了時に相手モンスターの攻撃力分のダメージを相手ライフに与え、そのモンスターの守備力分自分のライフポイントを回復する」。
アニメではネオスと「ユベル」と名のついたモンスターを融合素材とする融合・効果モンスターであり、「戦闘で破壊された時、自分の墓地に存在する「ユベル」を1体ゲームから除外する事で自分の墓地に存在するネオス1体を特殊召喚する事ができる」という効果が追加されていた。
攻撃名は「アルティメット・ノヴァ」。
E・HERO ゴッド・ネオス
- 分類：融合・効果モンスター
- レベル：12
- 属性：光
- 種族：戦士族
- 攻撃力：2500
- 守備力：2500
- 備考：融合召喚でしか特殊召喚できず、融合素材は「ネオス」「N（ネオスペーシアン）」「HERO」と名のつくモンスターをそれぞれ1体以上、合計5体のモンスターを融合素材とする。

1ターンに1度、「ネオス」「N（ネオスペーシアン）」「HERO」と名のつくモンスター1体をゲームから除外する事で、このカードの攻撃力が500アップし、エンドフェイズまでそのモンスターと同じ効果を得る。
アニメではネオスと6種類のネオスペーシアンをそれぞれ1体ずつ、自分フィールド上または墓地からデッキに戻した場合（究極コンタクト融合）に特殊召喚が可能だった。除外するカードがネオスペーシアンに限られた代わりに、何回でも効果を発動できた。
攻撃名は「レジェンダリー･ストライク」。
E・HERO ネオス・ナイト
- 分類：融合・効果モンスター
- レベル：7
- 属性：光
- 種族：戦士族
- 攻撃力：2500
- 守備力：2000
- 備考：融合召喚でしか特殊召喚できない。「E・HERO ネオス」と戦士族モンスター1体を融合素材として融合召喚する。

10thアニバーサリー 劇場版 遊☆戯☆王 〜超融合!時空を越えた絆〜で登場。融合素材にした戦士族モンスターの攻撃力の半分攻撃力がアップする効果と、2回攻撃が出来る効果を持つ。
2010年4月号のVジャンプでカード化された。OCGではこのカードによる相手への戦闘ダメージが0になるデメリットを持つ。
攻撃名は「ラス・オブ・ネオススラッシュ」。

### N（ネオスペーシアン）
E・HERO ネオスとコンタクト融合するモンスター達。本項目ではサポートカードについても記載する。
N・アクア・ドルフィン
声：石川正明
- 分類：効果モンスター
- レベル：3
- 属性：水
- 種族：戦士族
- 攻撃力：600
- 守備力：800

コストとして手札を1枚捨てて相手の手札を見てモンスターカードを選択し、選択したモンスターの攻撃力以上のモンスターが自分フィールド上に存在する場合、選択したモンスターを破壊し相手ライフに500ダメージを与える効果を持つ。選択したモンスターより攻撃力の高いモンスターが存在しない場合、自分が500ダメージを受ける。
効果名は手札確認が「エコー・ロケーション」、手札破壊が「パルス・バースト」。
OCGでは1ターンに1度だけという制限が付与された。
N・マリン・ドルフィン
- 分類：融合・効果モンスター
- レベル：4
- 属性：水
- 種族：戦士族
- 攻撃力：900
- 守備力：1100

カード名はルール上「N・アクア・ドルフィン」として扱う。「NEX」の効果でのみ特殊召喚可能。
1ターンに1度、コストとして手札を1枚捨てて相手の手札を見てモンスターカードを選択し、選択したモンスターの攻撃力以上のモンスターが自分フィールド上に存在する場合、選択したモンスターを破壊し相手ライフに500ダメージを与える効果を持つ。
N・フレア・スカラベ
声：永野広一
- 分類：効果モンスター
- レベル：3
- 属性：炎
- 種族：昆虫族
- 攻撃力：500
- 守備力：500

相手フィールド上の魔法・罠1枚につき攻撃力が400アップする効果を持つ。
攻撃名は「フレイム・バレット」、効果名は｢フレイミング・イリュージョン｣。
N・ブラック・パンサー
声：平野貴裕
- 分類：効果モンスター
- レベル：3
- 属性：闇
- 種族：獣族
- 攻撃力：1000
- 守備力：500

相手の表側表示モンスター1体を選択し、エンドフェイズまで選択したモンスターと同名カードとして扱い、そのモンスターの効果を得る効果を持つ。
効果名は「シャドウ・イリュージョン」。
N・エア・ハミングバード
声：中村太亮
- 分類：効果モンスター
- レベル：3
- 属性：風
- 種族：鳥獣族
- 攻撃力：800
- 守備力：600

1ターンに1度、相手の手札1枚につき500ライフ回復する効果を持つ。
攻撃名は「ホバリング・ペック」、効果名は「ハニー・サック」。
N・グラン・モール
声：横田紘。
- 分類：効果モンスター
- レベル：3
- 属性：地
- 種族：岩石族
- 攻撃力：900
- 守備力：300

相手モンスターと戦闘を行う時、ダメージ計算を行わずにこのカードと相手モンスターを持ち主の手札に戻す事が出来る効果を持つ。
攻撃名は「ドリル・モール」。
N・グロー・モス
- 分類：効果モンスター
- レベル：3
- 属性：光
- 種族：植物族
- 攻撃力：300
- 守備力：900

このカードが戦闘を行う時に相手はカードを1枚ドローし、ドローしたカードがモンスターカードなら『このターンのバトルフェイズを終了させる』、魔法カードなら『相手プレイヤーに直接攻撃できる』、罠カードなら『このカードは守備表示になる』とそれぞれの効果を持つ。
攻撃名は「スポア・スピア」、効果名は「シグナル・チェック」。
アニメではドローが任意であり、「ドローしない場合はこのカードのコントローラーが自分のデッキの上からカードを2枚墓地に送る」という効果を持っていた。
N・ティンクル・モス
- 分類：融合・効果モンスター
- レベル：4
- 属性：光
- 種族：植物族
- 攻撃力：500
- 守備力：1000

カード名はルール上「N・グロー・モス」として扱う。「NEX」の効果でのみ特殊召喚可能。
このカードが戦闘を行う時に自分はカードを1枚ドローし、ドローしたカードがモンスターカードなら『このターンのバトルフェイズを終了させる』、魔法カードなら『相手プレイヤーに直接攻撃できる』、罠カードなら『このカードは守備表示になる』とそれぞれの効果を持つ。
クロス・ポーター
- 分類：効果モンスター
- レベル：2
- 属性：闇
- 種族：戦士族
- 攻撃力：400
- 守備力：400

自分フィールド上モンスター1体を墓地に送り、手札から『N』と名のついたモンスター1体を特殊召喚できる」「このカードが墓地に送られた時、自分のデッキから『N』と名のついたモンスター1体を手札に加える事ができる。
コンバート・コンタクト
- 分類：通常魔法

自分フィールド上にモンスターが存在しない場合のみ発動する事ができるカード。
自分の手札及びデッキから1枚ずつ「ネオスペーシアン」を墓地に送り、デッキをシャッフルする。その後、自分のデッキからカードを2枚ドローする。
スペーシア・ギフト
- 分類：通常魔法

自分フィールド上に表側表示で存在する「ネオスペーシアン」1種類につき、自分のデッキからカードを1枚ドローする。
魂の共有－コモンソウル
- 分類：永続魔法カード

フィールド上に表側表示で存在するモンスター1体を選択して発動する。自分の手札の「ネオスペーシアン」1体を、選択したモンスターのコントローラーのフィールド上へ特殊召喚する。選択したモンスターの攻撃力は、この効果で特殊召喚したモンスターの攻撃力分アップする。このカードがフィールド上から離れた時、このカードの効果で特殊召喚したモンスターを手札に戻す。
NEX（ネオスペーシアンエクステント）
- 分類：通常魔法

自分フィールド上に表側表示で存在する「ネオスペーシアン」1体を墓地へ送り、墓地へ送ったカードと同名カード扱いのレベル4モンスター１体を融合デッキから特殊召喚する。
「N・マリン・ドルフィン」や「N・ティンクル・モス」を召喚するためのカード。これらのモンスターは事実上、融合素材を持たない融合モンスターとなる。

### C（コクーン）
ネオスペーシアンの幼態のようなモンスター軍。同じ属性のネオスペーシアンを特殊召喚する効果をもつ。関連カードについてもここで述べる。
C・ドルフィーナ
- 分類：効果モンスター
- レベル：2
- 属性：水
- 種族：魚族
- 攻撃力：400
- 守備力：600

自分フィールド上に『ネオスペース』が存在する時、このカードを生け贄に捧げる事で手札かデッキから『N・アクア・ドルフィン』1体を特殊召喚する。
C・ラーバ
- 分類：効果モンスター
- レベル：2
- 属性：炎
- 種族：昆虫族
- 攻撃力：300
- 守備力：300

自分フィールド上に『ネオスペース』が存在する時、このカードを生け贄に捧げる事で手札かデッキから『N・フレア・スカラベ』1体を特殊召喚する。
C・パンテール
- 分類：効果モンスター
- レベル：2
- 属性：闇
- 種族：獣族
- 攻撃力：800
- 守備力：300

自分フィールド上に『ネオスペース』が存在する時、このカードを生け贄に捧げる事で手札かデッキから『N・ブラック・パンサー』1体を特殊召喚する。
C・チッキー
- 分類：効果モンスター
- レベル：2
- 属性：風
- 種族：鳥獣族
- 攻撃力：600
- 守備力：400

自分フィールド上に『ネオスペース』が存在する時、このカードを生け贄に捧げる事で手札かデッキから『N・エア・ハミングバード』1体を特殊召喚する。
C・モーグ
- 分類：効果モンスター
- レベル：2
- 属性：地
- 種族：岩石族
- 攻撃力：700
- 守備力：100

自分フィールド上に『ネオスペース』が存在する時、このカードを生け贄に捧げる事で手札かデッキから『N・グラン・モール』1体を特殊召喚する.
C・ピニー
- 分類：効果モンスター
- レベル：2
- 属性：光
- 種族：植物族
- 攻撃力：100
- 守備力：700

自分フィールド上に『ネオスペース』が存在する時、このカードを生け贄に捧げる事で手札かデッキから『N・グロー・モス』1体を特殊召喚する
コクーンパーティ
- 分類：通常魔法カード

自分の墓地に存在する「ネオスペーシアン」1種類につき1体、自分のデッキから『コクーン』を特殊召喚する
コクーン・リボーン
- 分類：永続魔法カード

自分フィールド上に表側表示で存在する「コクーン」を1体墓地に送ることで、そのカードと同じ属性の「ネオスペーシアン」1体を墓地から特殊召喚する
コンタクト
- 分類：通常魔法カード

自分フィールド上の「コクーン」を全てを墓地に送り、そのカードに記されているモンスター1体を手札またはデッキから特殊召喚する。アニメでは召喚できるモンスターの数は特に制限されていなかった。
コクーン・ヴェール
- 分類：通常罠カード

自分フィールド上に表側表示で存在する「コクーン」を1体を生け贄に捧げる事で発動する事ができるカード。
このターン効果によるプレイヤーへのダメージは0になる。その後、生け贄に捧げたモンスターに記されている「ネオスペーシアン」1体を手札・デッキ・墓地から特殊召喚する。

### 魔法・罠カード
ネオスペーシアンやコクーン関係は各節を参照。
ネオス・フォース
- 分類：装備魔法カード

「E・HERO ネオス」のみ装備可能な装備魔法。「装備モンスターの攻撃力を800アップさせる」「装備モンスターが戦闘によってモンスターを破壊し墓地へ送った時、破壊したモンスターの攻撃力分のダメージを相手ライフに与える」「エンドフェイズ時にこのカードをデッキに加えてシャッフルする」。
ネオスペース
- 分類：フィールド魔法カード

「ネオス及びネオスを融合素材とする融合モンスターの攻撃力を500アップする」「ネオスを融合素材とする融合モンスターは、エンドフェイズにデッキに戻る効果を発動しなくても良い。
コンタクト融合体を維持できるため状況次第では強力なサポートにもなりうる。
インスタント・ネオスペース
- 分類：装備魔法カード

「E・HERO ネオス」を融合素材とするモンスターにのみ装備可能な装備魔法。「装備モンスターは、エンドフェイズにデッキに戻る効果を発動しなくても良い」「装備モンスターがフィールド上から離れた場合、自分の手札・デッキ・墓地からネオスを1体を特殊召喚する事ができる」。
リバース・オブ・ネオス
- 分類：速攻魔法カード

自分フィールド上に表側表示で存在する「ネオス」と名の付く融合モンスターが破壊された時に発動する事ができるカード。「自分のデッキから「E・HERO ネオス」を1体攻撃表示で特殊召喚する」「この効果で特殊召喚されたネオスはフィールド上に表側表示で存在する限り攻撃力が1000ポイントアップし、このターンのエンドフェイズ時に破壊される」。
ラス・オブ・ネオス
- 分類：通常魔法カード

自分フィールド上に表側表示で存在する「E・HERO ネオス」1体を選択し発動する魔法カード。「ネオスをデッキに戻し、フィールド上カードを全て破壊する」。